# Републиканско първенство по футбол
Републиканското първенство (1947 – 1948) е български футболен турнир за определяне на шампиона на страната. Той е продължение на Държавното първенство.
Провежда се на принципа на пряката елиминация, като в него участват първенците и първите няколко отбора от определени спортни области в страната. Двойките отбори играят по една среща, като домакинството се определя чрез жребий. При равенство срещата се преиграва, като домакинството се разменя и домакин е отборът, който е бил гост в първата среща. Полуфиналите и финалите през 1947 г. се играят при разменено гостуване. През 1948 г. във всички кръгове на състезанието победителите се определят след два мача на разменено гостуване. През 1949 г. се създава Републиканска футболна група.

## Победители в Републиканското първенство
- 1947 Левски (София)
- 1948 Септември при ЦДВ